# Scinoidea
Scinoidea (лат.) — надсемейство ракообразных из отряда бокоплавов.

## Описание
У мандибула lacinia mobilis присутствует только на левой стороне; пальпы отсутствуют. Гнатоподы 1—2 простые (за исключением некоторых Scinidae). Голова крупная, длиннее пеперонита 1.

## Классификация
Включает 5 семейств и около 10 родов. Близко к надсемейству Lanceoloidea, вместе с которым входит в состав инфраотряда Physosomata. Семейство Archaeoscinidae иногда выделяют в отдельное надсемейство Archaeoscinoidea Vinogradov, Volkov & Semenova, 1982.
- Инфраотряд Physosomata Pirlot, 1929
  - Парвотряд Physosomatidira Pirlot, 1929
    - Надсемейство Scinoidea Stebbing, 1888
      - Семейство Archaeoscinidae K. H. Barnard, 1930
        - Род Archaeoscina Stebbing, 1904 (= Micromimonectes Woltereck, 1906)
        - Род Paralanceola K H Barnard, 1930

      - Семейство Microscinidae Zeidler, 2012[5]
        - Род Microscina Zeidler, 2012

      - Семейство Mimonectidae Bovallius, 1885 (= Proscinidae  Pirlot, 1933)[5]
        - Род Cheloscina Shih & Hendrycks, 1996
        - Род Mimonectes Bovallius, 1885 (= Parascina Stebbing, 1904 = Sphaeromimonectes Woltereck, 1904)
        - Род Pseudomimonectes M. Vinogradov, 1960

      - Семейство Mimoscinidae Zeidler, 2012[5]
        - Род Mimoscina Pirlot, 1933

      - Семейство Scinidae Stebbing, 1888
        - Род Acanthoscina Vosseler, 1900
        - Род Ctenoscina Wagler, 1926
        - Род Scina Prestandrea, 1833
        - Род Spinoscina Bowman & Gruner, 1973